# Джордж Іленіхена
Джордж Іленіхена (англ. George Ilenikhena, нар. 16 серпня 2006, Лагос) — нігерійський футболіст, нападник бельгійського клубу «Антверпен».
Володар Суперкубка Бельгії.

## Ігрова кар'єра
Народився 16 серпня 2006 року в місті Лагос.
У дорослому футболі дебютував 2022 року виступами за команду «Ам'єн-2», в якій провів один сезон, взявши участь у 10 матчах чемпіонату. У складі другої команди «Ам'єна» був одним з головних бомбардирів команди, маючи середню результативність на рівні 0,6 гола за гру першості.
Своєю грою за цю команду привернув увагу представників тренерського штабу головної команди клубу «Ам'єн», до складу якої приєднався того ж року. Відіграв за команду з Ам'єна наступний сезон своєї ігрової кар'єри.
До складу клубу «Антверпен» приєднався 2023 року. Станом на 25 жовтня 2023 року відіграв за команду з Антверпена 9 матчів в національному чемпіонаті.

## Статистика виступів

### Статистика клубних виступів
| Сезон             | Команда           | Чемпіонат         | Чемпіонат | Чемпіонат | Національний кубок | Національний кубок | Національний кубок | Континентальні кубки | Континентальні кубки | Континентальні кубки | Інші змагання | Інші змагання | Інші змагання | Усього | Усього | Усього |
| Сезон             | Команда           | Ліга              | Ігор      | Голів     | Ліга               | Ігор               | Голів              | Ліга                 | Ігор                 | Голів                | Ліга          | Ігор          | Голів         | Ігор   | Голів  |        |
| ----------------- | ----------------- | ----------------- | --------- | --------- | ------------------ | ------------------ | ------------------ | -------------------- | -------------------- | -------------------- | ------------- | ------------- | ------------- | ------ | ------ | ------ |
| 2022–23           | «Ам'єн-2»         | N3                | 10        | 6         |                    | -                  | -                  |                      | -                    | -                    |               | -             | -             | 10     | 6      |        |
| 2022–23           | «Ам'єн»           | Л2                | 17        | 2         | КФ                 | 1                  | 0                  |                      | -                    | -                    |               | -             | -             | 18     | 2      |        |
| 2023–24           | «Антверпен»       | ЧБ                | 9         | 1         | КБ                 | 0                  | 0                  | ЛЧ                   | 3                    | 0                    | СкБ           | 1             | 0             | 13     | 1      |        |
| Усього за кар'єру | Усього за кар'єру | Усього за кар'єру | 36        | 9         |                    | 1                  | 0                  |                      | 3                    | 0                    |               | 1             | 0             | 41     | 9      |        |

## Титули і досягнення
- Володар Суперкубка Бельгії (1):

«Антверпен»: 2023